# The Bluenote Sessions
The Bluenote Sessions est un album enregistré au Studio C, Avatar Studios à New York, États-Unis par Nigel Kennedy les 26, 27, 29 et 30 novembre 2005 et produit par Jay Newland.

## Musiciens
- Nigel Kennedy : violon électrique
- Ron Carter : basse
- Jack DeJohnette : batterie
- Joe Lovano : saxophone ténor
- Kenny Werner : piano
- JD Allen : saxophone ténor
- Lucky Peterson : orgue
- Daniel Sadownick : percussion
- Raul Midón : guitare acoustique et chant

## Titres
1. Midnight Blue  (Kenny Burrell)  -  5:08
2. Sudel  (Duke Pearson)  -  7:15
3. Maybe in your Dreams  (Nigel Kennedy)  -  7:30
4. Sunshine Alley  (Butch Cornell)  -  4:48
5. Nearly  (Ron Carter)  -  5:41
6. Expansions  (Lonnie Liston Smith)  -  5:24
7. Stranger in a Stranger Land  (Nigel Kennedy)  -  6:29
8. Song For My Father  (Horace Silver)  -  7:29
9. After the Rain  (Duke Pearson)  -  5:19
10. I Almost Lost My Mind  (Ivory Joe Hunter)  -  8:16
11. Song for World Forgiveness  (Jack DeJohnette)  -  7:47